# 清洁会
清洁会（Mennonite Gereral Conference Mission，MGC）成立于1880年，总部在美国堪萨斯州，属弟兄派。
1911年，清洁会派遣薄清洁夫妇，驻直隶开州（今河南濮阳）。1912年，开辟第二个传教站东明。1919年，清洁会在直隶有西教士12人，受餐信徒72人。
1934年，清洁会在河北省南部有两个总堂：濮阳、大名，西教士16人，受餐信徒849人。开办有濮阳清洁医院。会长薄清洁驻濮阳。